# Ogólnopolski Festiwal Zespołów Muzyki Dawnej „Schola Cantorum”
Ogólnopolski Festiwal Zespołów Muzyki Dawnej „Schola Cantorum” – coroczny festiwal muzyczny muzyki dawnej w Kaliszu założony w 1978; organizatorem festiwalu jest miejscowy Młodzieżowy Dom Kultury im. Władysława Broniewskiego. 
Festiwal obejmuje cztery programowe przedsięwzięcia:
- przegląd zespołów muzyki dawnej
- Ogólnopolski Konkurs „Twórczość plastyczna inspirowana muzyką dawną” oraz warsztaty plastyczne dla dzieci  i młodzieży
- seminarium metodyczne z zakresu muzyki i tańca dawnych epok dla instruktorów zespołów, nauczycieli i metodyków muzyki, animatorów szkolnego amatorskiego ruchu artystycznego
- imprezy towarzyszące z udziałem zespołów muzyki dawnej w kilku miejscowościach w Kaliskiem

## Organizatorzy
- Kaliskie Stowarzyszenie Edukacji Kulturalnej Dzieci i Młodzieży "Schola Cantorum" w Kaliszu
- Młodzieżowy Dom Kultury im. Władysława Broniewskiego w Kaliszu
- Centrum Kultury i Sztuki w Kaliszu

## Uczestnicy
W imprezie mogą brać udział kameralne zespoły muzyki dawnej szkół podstawowych, gimnazjów, szkół ponadgimnazjalnych, placówek wychowania pozaszkolnego i innych placówek oświatowo-wychowawczych z wyjątkiem zespołów utworzonych z uczniów szkół muzycznych. Poza konkursem w festiwalu mogą brać udział również zespoły zagraniczne. Zespoły podzielone są na pięć kategorii:
- Zespoły instrumentalne (3 do 9 osób)
- Zespoły wokalne (3 do 9 osób)
- Chóry kameralne (12 do 21 osób)
- Zespoły wokalno-instrumentalne (do 21 osób)
- Zespoły kameralne, prezentujące muzykę w powiązaniu z innymi sztukami (do 25 osób)

## Nagrody
- Grand Prix-puchar oraz nagrodę Ministerstwa Edukacji Narodowej i Sportu
- złote, srebrne i brązowe „Harfy Eola”

## Cele festiwalu
- rozwijanie wrażliwości artystycznej dzieci i młodzieży poprzez praktyczne zapoznanie  z zabytkami kultury muzycznej dawnych epok (średniowiecza, renesansu i baroku)
- konfrontacja osiągnięć i wymiana doświadczeń wykonawstwa muzyki dawnej
- inspiracja poszukiwań repertuarowych i form estradowej prezentacji przygotowanego programu